# حيمرون كبير الأوراق
حيمرون كبير الأوراق (الاسم العلمي:Erythrochiton macrophyllum) هو نوع غير مؤكد من النباتات يتبع جنس الحيمرون من الفصيلة السذابية.